# Peratophyga ionephala
Peratophyga ionephala là một loài bướm đêm trong họ Geometridae.